# Süveges Dániel
Süveges Dániel (1912–1976) Kossuth-díjas traktoros, a Surjáni Állami Mezőgazdasági Gépjavító dolgozója, sztahanovista. 

## Élete
1952-ben a Magyar Munka Érdemrend arany fokozatával díjazták. 1953-ban megkapta a Kossuth-díj bronz fokozatát, az indoklás szerint „1952-ben összesen 2118 normál holdat kitevő talajmunkát végzett el traktorával az előírt 960 normál hold helyett, s így évi tervét 220 százalékra teljesítette, ugyanakkor jelentős üzemanyag-megtakarítást ért el”. Ugyanebben az évben a Magyar Népköztársaság Érdemrendjével és a Szocialista Munka Hőse címmel is díjazták.
Részt vett a sztahanovista mozgalomban. 1953-ban propagandafüzettel népszerűsítették, 1948 és 1953 között a Szabad Nép című napilap munkaversennyel kapcsolatos cikkeiben 9 alkalommal szerepelt.